# Теорема о верхней границе
Теорема о верхней границе утверждает, что циклические многогранники имеют наибольшее возможное число граней среди всех выпуклых многогранников и триангуляций многомерной сферы при любой заданной размерности пространства и любом числе вершин. Это один из важнейших результатов в комбинаторике многогранников.
Первоначально утверждение было сформулировано Теодором Моцкиным для многогранников как гипотеза о верхней границе. Это утверждение доказано Питером Макмалленом в 1970 году. В 1975 году Ричард Стенли обобщил утверждение теоремы на симплициальную сферу. В 1985 году Нога Алон и Гил Калаи дали простое доказательство теоремы в общем случае.

## Циклические многогранники
Циклический многогранник {\displaystyle \Delta (n,d)} это выпуклая оболочка {\displaystyle n} вершин, которые заданы кривой моментов — множество {\displaystyle d}-мерных точек с координатами {\displaystyle (t,t^{2},t^{3},\dots )}. Конкретный выбор точек на кривой не влияет на комбинаторную структуру многогранника.
Число {\displaystyle i}-мерных граней {\displaystyle \Delta (n,d)} задаётся формулой
{\displaystyle f_{i}(\Delta (n,d))={\binom {n}{i+1}}} для {\displaystyle \quad 0\leq i<\left\lfloor {\frac {d}{2}}\right\rfloor }
и {\displaystyle (f_{0},\ldots ,f_{\left\lfloor {\frac {d}{2}}\right\rfloor -1})} полностью определяет {\displaystyle (f_{\left\lfloor {\frac {d}{2}}\right\rfloor },\ldots ,f_{d-1})} через уравнения Дена — Соммервиля. Такая же формула для числа граней верна для произвольного смежностного многогранника.

## Теорема
Утверждается, что если {\displaystyle \Delta } многомерный выпуклый многогранник размерности {\displaystyle d} или симплициальная сфера размерности {\displaystyle d-1} с {\displaystyle n} вершинами, то
{\displaystyle f_{i}(\Delta )\leq f_{i}(\Delta (n,d))} для {\displaystyle \quad i=0,1,\ldots ,d-1.}
Иначе говоря теорема утверждает, что независимо от размерности пространства число граней выпуклого многогранника не может быть больше, чем число граней циклического многогранника с тем же числом вершин. Асимптотически это означает, что многомерные выпуклые многогранники имеют {\displaystyle O(n^{\lfloor d/2\rfloor })} граней.

## Следствия
Из теоремы вытекает, что выпуклая оболочка множества из {\displaystyle n} точек может быть построена алгоритмом сложности {\displaystyle O(n\log n)} в двумерном и трёхмерном пространстве и алгоритмом сложности {\displaystyle O(n^{\lfloor d/2\rfloor })} в пространствах более высокой размерности.